# ウンガ島
ウンガ島（ウンガとう、英語: Unga Island ; アレウト語: Uĝnaasaqax̂  ）は、アメリカ合衆国アラスカ州アラスカ半島沖のシュマージン諸島最大の島。面積442.188 km²。かつては、島と同名のウンガという集落があり、300人を超える人口があったが、1969年に無人化している。島全体でも、2000年アメリカ合衆国国勢調査によると、定住者が1人あったが、現在は無人である。 
以前は18世紀後半にアラスカ周辺を探検したエフストラティー・デラロフに因んでGrekodelarovskoe (ギリシャ語 Delarov)と命名されていた。